# Irving John Good
Irving John Good, nato Isadore Jacob Gudak (Londra, 9 dicembre 1916 – Radford, 5 aprile 2009) è stato un matematico e crittografo britannico.
Le sue competenze nel campo della probabilità l'hanno portato a lavorare nel gruppo di crittografi a Bletchley Park. È stato pure sviluppatore nel centro di calcolo del computer Colossus. Diede contributi fondamentali nel campo dell'inferenza bayesiana.

## Biografia
Studente a Cambridge, vi consegue il PhD nel 1941 e viene immediatamente integrato nel gruppo di Bletchley Park, dove lavora in stretta collaborazione con Alan Turing.
Dopo la fine della guerra scrive parecchie pubblicazioni tecniche sulla probabilità e l'inferenza bayesiana, prima presso l'Università di Manchester e poi in altri ambiti accademici e presso il ministero della difesa.
Nel 1967 migra negli Stati Uniti, dove diventa professore presso l'università della Virginia.
Pubblicò diversi libri sulla teoria della probabilità e fece parte del gruppo che impose mano a mano l'approccio bayesiano alla pari con l'interpretazione classica delle probabilità.
Il suo nome è spesso associato alla nozione di peso della testimonianza (weight of evidence), indicata con la notazione Ev(p) con la seguente corrispondenza: Ev(p) = 10 log10 p/(1-p). Una rappresentazione la cui paternità Good negò sempre attribuendone il conio ad Alan Turing il quale l'aveva battezzata log-odds, e in modo indipendente, ad altri ricercatori tra i quali Jeffreys.
È noto pure per la sua raccolta e aggiornamento delle partly-baked ideas: intuizioni che, pur non completamente formalizzate, gli sembravano promettenti. Svolse pure un ruolo fondamentale nell'associazione Mensa, per persone con un quoziente d'intelligenza particolarmente elevato.
Buon giocatore di scacchi, contribuì con un articolo del 1965 in New Scientist a rendere popolare il gioco asiatico Go
le cui regole aveva appreso da Turing.